# Людски врт
«Людски врт» (словен. Ljudski vrt) — многопрофильный стадион в Словении, в городе Мариборе. Он является достопримечательностью Марибора и лежит на левом берегу реки Драва. Стадион является домашним для футбольного клуба «Марибор». Нынешняя вместимость стадиона — 12 994 зрителей. На стадионе также проходят многие культурные мероприятия.

## История
Стадион получил своё название в честь «Народного парка» (нем. Volksgarten) Марибора, который был разбит в 1873.
Позднее, в 1920-е, в парке было построено первое футбольное поле. «Ljudski vrt» со словенского переводится как «Народный сад».
Сегодняшнее поле было построено в 1952 году, в то время как сам стадион не был достроен до 1962. С тех пор стадион был четыре раза реконструирован. Наиболее значительной была последняя реконструкция, проходившая с 2006 по 2008 год, когда стадион был полностью реконструирован и обрёл нынешнюю вместимость.
Количество мест будет увеличено до 13 тысяч на следующем этапе реконструкции, который должен быть завершён к 2010 году к 50-летию клуба.

## Футбол
Стадион, в основном использующийся для футбола, является домашним для футбольного клуба «Марибор». Он является символом клуба и одним из наиболее узнаваемых спортивных объектов в Словении. Стадион является одной из арен, на которых проводит домашние матчи сборная Словении, и в частности во время квалификации к ЧМ-2010 сборная на нём провела все свои домашние матчи.

## Культура
Благодаря отличной акустике стадион является популярным местом для проведения концертов и других культурных мероприятий. Одним из последних был мюзикл «Греческий Зорба», который посетило около 6000 человек.

## Рекорды
Самая большая посещаемость на футбольном матче на «Людском врте», примерно 20 000 человек, была зафиксирована во времена СФРЮ. На этом стадионе был установлен рекорд посещаемости матча словенской лиги: на последний матч «Марибора» в сезоне 1996/97 против клуба «Белтинци» пришли 14 000 человек. «Людски врт» также удерживает рекорд по средней посещаемости в словенской лиге за сезон (6000).